# Ergänzungskampfgeschwader 1
Das Ergänzungskampfgeschwader 1 (EKG 1) war ein Verband der Luftwaffe der Wehrmacht im Zweiten Weltkrieg. Als Ergänzungskampfgeschwader, ausgestattet mit Kampfflugzeugen vom Typ Arado Ar 234, Junkers Ju 88A, Junkers Ju 188E und Messerschmitt Me 262B, diente es frisch ausgebildeten oder rekonvaleszenten Kampffliegern zur Gewöhnung an die Frontbedingungen, bevor diese in reguläre Kampfgeschwader versetzt wurden. Es wurde am 8. Mai 1945, nach der bedingungslosen Kapitulation der Wehrmacht, aufgelöst.

## Geschichte
Der Geschwaderstab und die I. Gruppe bildeten sich am 25. Dezember 1944 aus der IV. Gruppe des Lehrgeschwaders 1 in Liegnitz. (Lage) Die II. Gruppe entstand am 1. Februar 1945 in Kolberg (Lage) aus der Ergänzungskampfgruppe LT, während die III. Gruppe bereits am 1. Januar 1945 in Alt-Lönnewitz (Lage) aus der IV. Gruppe des Kampfgeschwaders 76 aufgestellt wurde. Zuvor entstand am 25. Dezember 1944 aus der IV. Gruppe des Kampfgeschwaders 51 in Neuburg (Lage) die IV. Gruppe.
Das Geschwader flog mit Kampfflugzeugen des Typs Arado Ar 234, Junkers Ju 88A, Junkers Ju 188E und Messerschmitt Me 262B und war Anfang Februar 1945 der Luftflotte 10 unterstellt.
Der Geschwaderstab, die II. und die III. Gruppe wurden, nach der bedingungslosen Kapitulation der Wehrmacht, am 8. Mai 1945 aufgelöst. Zuvor war schon die I. Gruppe am 10. April und die IV. Gruppe am 30. April 1945 aufgelöst worden.

## Kommandeure

### Geschwaderkommodore
| Dienstgrad     | Name            | Zeit                            |
| -------------- | --------------- | ------------------------------- |
| Oberstleutnant | Reinhard Günzel | 11. Januar 1945 bis 5. Mai 1945 |

### Gruppenkommandeure
I. Gruppe
- Major Richard Czekay, 11. Januar 1945 bis 1. März 1945[12]

II. Gruppe
- Major Peter Schnoor, 1. Februar 1945 bis 5. Mai 1945[13]

III. Gruppe
- Major Karl-Hermann Millahn, 1. Januar 1945 bis 23. Februar 1945[14]
- Major Diether Lukesch, 27. Februar 1945 bis 6. Mai 1945[15]

IV. Gruppe
- Major Siegfried Barth, 29. Dezember 1944 bis 21. März 1945[16]
- Major Emil-Fritz Bender, 22. März 1945 bis 8. Mai 1945[17]

## Bekannte Geschwaderangehörige
- Werner Utter (1921–2006), war ein Autor von luftfahrtbezogenen Büchern und einer der ersten Piloten der Deutschen Lufthansa, die nach dem Krieg eine Lizenz als Flugkapitän erhielten